# 天憲
天憲（1519年二月或三月-九月），是越南后黎朝时期与黎昭宗对抗的起事领袖鄭綏擁立的黎槱的年号，共计1年。

## 纪年
| 天憲 | 元年    |
| ---- | ------- |
| 公元 | 1519年  |
| 干支 | 己卯    |
| 黎朝 | 光紹4年 |